# 勒克罗图瓦
勒克罗图瓦（法語：Le Crotoy，法語發音：[lə kʁɔtwa]）是法国上法蘭西大區索姆省的一个市镇，属于阿布维尔区。

## 地理
勒克罗图瓦（50°12'57"N, 1°37'30"E）面积16.32 平方千米，位于法国上法蘭西大區索姆省，该省份为法国北部沿海省份，北起加来海峡省和北部省，西接滨海塞纳省和大西洋英吉利海峡，南至瓦兹省，东临埃纳省。
与勒克罗图瓦接壤的市镇（或旧市镇、城区）包括：法维耶尔、吕镇、圣康坦昂图尔蒙。

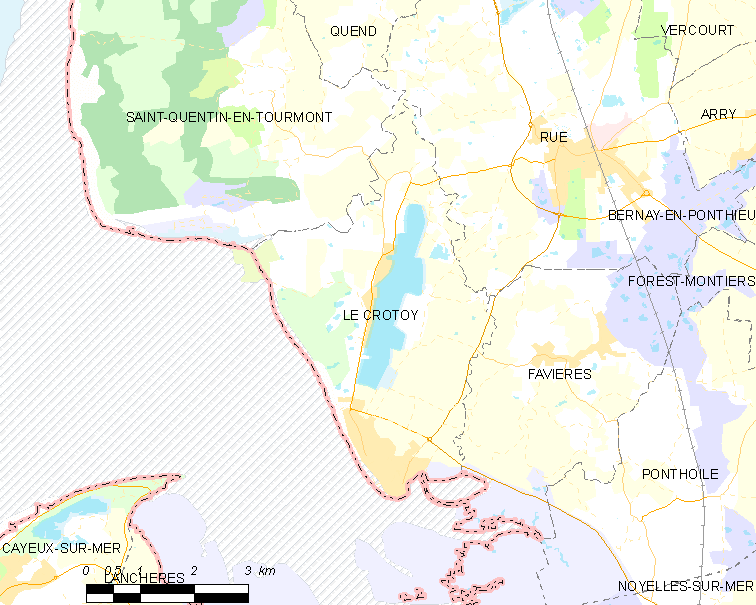
勒克罗图瓦的OSM定位图

勒克罗图瓦的时区为UTC+01:00、UTC+02:00（夏令时）。

## 行政
勒克罗图瓦的邮政编码为80550，INSEE市镇编码为80228。

## 政治
勒克罗图瓦所属的省级选区为吕镇县。

## 人口

1962-2008年间勒克罗图瓦人口变化图示

勒克罗图瓦于2022年1月1日时的人口数量为1965人。